# Lauro
Lauro är en ort och kommun i provinsen Avellino i regionen Kampanien i Italien. Kommunen hade 3 445 invånare (2017).